# Зоряна вулиця (Київ, Солом'янський район)
Зоряна ву́лиця — вулиця у Солом'янському районі міста Києва, селище Жуляни. Пролягає від безіменного проїзду поруч з вулицями Ганни Арендт і Контактною до кінця забудови.

## Історія
Виникла на початку 2010-х років. Сучасна назва — з 2015 року.

## Будівлі
- Християнська Божа церква. Об'єднана міжнародна церква п'ятидесятників (буд. № 2)